# تری‌پاراتاید
تری‌پاراتاید (انگلیسی: Teriparatide) یک پروتئین نوترکیب از هورمون پاراتیروئید است که از ۳۴ اسید آمینهٔ نخست (در انتهای آمین آن) تشکیل شده‌است که بخش فعالِ هورمون محسوب می‌شود. این دارو یک مادهٔ آنابولیک مؤثر (مثلاً برای رشد استخوان) است و به صورت تزریق زیرجلدی در ناحیهٔ ران یا شکم تجویز می‌شود.
تری‌پاراتاید در درمانِ بعضی از انواع پوکی استخوان استفاده می‌شود و گاهی نیز به‌صورت «خارج‌ازدستور» (off-label) جهت تسریع ترمیم استخوان در موارد شکستگی‌های آن تجویز می‌گردد. به‌عنوان مثال، فرانچسکو توتی که دچار شکستگی استخوان‌های درشت‌نی/نازک‌نی شده بود، با مصرف این دارو توانست خود را به‌طور غیرمنتظره‌ای به جام جهانی فوتبال ۲۰۰۶ برساند. گزارش‌هایی از درمانِ موفقیت‌آمیزِ عدمِ جوش‌خوردگی استخوان‌ها (nonunions) با این دارو وجود دارد.
تری‌پاراتاید سلول‌های استخوان‌ساز را بیشتر از سلول‌های استخوان‌کاه تحریک می‌کند و در نتیجه، در مجموع باعث استخوان‌سازی می‌شود.
این دارو با نام تجاری «فورتئو» توسط شرکت داروسازی «الای لی‌لی اند کامپنی» عرضه می‌شود. در سال ۲۰۱۵ میلادی در ایالات متحده آمریکا، هر دوز این دارو مابین ۵۷۹ تا ۹۶۷ دلار هزینه داشت.
سازمان غذا و دارو آمریکا این دارو را در ۲۶ نوامبر ۲۰۰۲ میلادی برای درمانِ پوکی استخوان در مردان و زنان یائسه که در معرض شکستگی‌های استخوانی هستند، و همچنین در پوکی استخوان‌های اولیه یا هیپوگنادال در مردان، مورد پذیرش قرار داد. این دارو در تقویت رشد استخوانی (مثلاً تراکم استخوان‌های ستون فقرات را به میزان ۸٪ پس از یک‌سال مصرف افزایش می‌دهد) و کاهش خطر شکستگی‌هایِ درجا در استخوان‌هایِ پوک مؤثر است.
عوارض جانبی شایع دارو شامل سردرد، تهوع، سرگیجه و درد اندام است. یک عارضهٔ بالقوهٔ این دارو، احتمال بروز سرطان استخوان از نوع استئوسارکوما است. این عارضه در موش صحرایی به اثبات رسیده که بر خلاف انسان، در تمام طول عمر دارای رشد استخوانی مداوم هستند. تومورهای استخوانی موش در انتهای استخوان‌ها و بلافاصله پس از تزریق دارو به‌وجود آمد. تا کنون ۲ مورد از استئوسارکوما در انسان گزارش شده‌است. سازمان غذا و دارو آمریکا این عارضه را بسیار نادر (۱ در ۱۰۰٬۰۰۰ جمعیت) می‌داند که با افزایش سن پس از ۶۰ سالگی، مختصری احتمالش بیشتر می‌شود (۰٫۴ در ۱۰۰٬۰۰۰)
مصرف تری‌پاراتاید در مواردی که احتمالِ بروز استئوسارکوما وجود دارد ممنوع است. این موارد عبارتند از: مبتلایان به بیماری پاژه، افزایش غیرقابل توضیحِ سطحِ آلکالین فسفاتاز، اپی‌فیز باز و سابقهٔ قبلی رادیوتراپی استخوان

## تولید در ایران
این دارو در ایران با نام تجاری سینوپار (CinnoPar) توسط شرکت تحقیقاتی و تولیدی سیناژن تولید می‌شود.